# Heinrich Claessen
Heinrich Anton Joseph Claessen (* 10. Februar 1813 in Erkelenz; † 17. Oktober 1883 in Köln) war ein deutscher Arzt und Politiker.

## Leben
Claessen war der Sohn des Notars Matthias August (in) Wenceslaus Claessen und dessen Ehefrau Maria Francisca geborene Korschilgen. Sein Bruder Gustav Claessen (1816–1875) wurde Landrat in Erkelenz und Abgeordneter im Preußischen Abgeordnetenhaus. Sein Bruder Theodor Claessen (1821–1898) wurde Abgeordneter im Preußischen Abgeordnetenhaus. Claessen, der katholischer Konfession war, heiratete in erster Ehe Auguste Karoline Koch (* 22. Januar 1810 in Neuß; † 3. Juli 1843 in Neapel), die Tochter von Friedrich Koch. Am 27. November 1848 heiratete er in zweiter Ehe Ida Theegarten (* 6. Juni 1829 in Solingen; † 22. Mai 1903 in Köln), die Tochter von Peter Wilhelm Theegarten. Die Tochter aus zweiter Ehe, Anna Claessen (1852–1929) heiratete Ernst von Holleben (1844–1923), einen Sohn von Ernst von Holleben.
Claessen studierte ab 1831 Medizin in Heidelberg und wurde zum Dr. med. promoviert. Er war praktischer Arzt in Köln und Begründer und bis 1848 Leiter einer Augenklinik. 1848/49 war er zeitweise Legationssekretär und Vorsteher des Pressebüros beim preußischen Bevollmächtigten bei der Deutschen Zentralgewalt in Frankfurt am Main, Ludolf Camphausen. 1853 war er einer der Gründer der Kölnischen Lebensversicherungsgesellschaft Concordia und 1853 bis 1881 deren Generaldirektor. Er war stellvertretender Aufsichtsratsvorsitzender der Rheinischen Zeitungsgesellschaft und Mitgründer der Köln-Krefelder Eisenbahn-Gesellschaft und der Rheinischen Eisenbahngesellschaft, in deren Verwaltungsrat er bis zu seinem Tod Mitglied war.
Während der Märzrevolution war er 1848/49 Mitbegründer des liberalen Vereinswesens in Köln. Er wirkte als Berater von Ludolf Camphausen. 1847 bis 1869 war er Stadtverordneter in Köln. 1849 bis 1852 gehörte er der II. Preußischen Kammer an. 1850 war er Mitglied im Volkshaus des Erfurter Unionsparlaments.